# Семёнов, Владимир Георгиевич
Владимир Георгиевич Семёнов (30 июля 1953, Павловский Посад, Московская область) — советский хоккеист, тренер, заслуженный тренер России. Мастер спорта СССР.
Выступал за команды: «Текстильщик» (Павловский Посад), «Спартак» Москва, «Кристалл» Саратов, «Динамо» Москва, выступал за вторую сборную СССР.
Второй тренер «Динамо» (1994—1997), главный тренер «Динамо-2» (1997—1999), главный тренер «Твери» (1999—2000), главный тренер «Динамо-Энергии», главный тренер «Динамо» (2000—2002), тренер «Сибири» (2002—2003), главный тренер «Сибири» (2003—2004), тренер ЦСКА (2005—2009), главный тренер «Сибири» (2009), тренер «Металлурга» (Магнитогорск) (2011—2012), тренер «Авангарда» (Омская область) (2016—2017).
Сын Дмитрий (род. 1982) — хоккеист.